# دام (فیلم ۱۹۲۲)
دام (انگلیسی: The Trap) فیلمی در ژانر درام است که در سال ۱۹۲۲ منتشر شد. از بازیگران آن می‌توان به لان چینی، آلن هیل، آیرین ریچ و لان چینی جونیور اشاره کرد.